# Alainodromia timorensis
Alainodromia timorensis is een krabbensoort uit de familie van de Dromiidae. De wetenschappelijke naam van de soort is voor het eerst geldig gepubliceerd in 1998 door Colin L Mclay.